# Морозюк Матвій Семенович
Матвій Семенович Морозюк (1906, село Романів, тепер Луцького району Волинської області — січень 1973, Волинська область) — український радянський діяч, новатор сільськогосподарського виробництва, голова колгоспу імені Горького Ківерцівського (тепер — Луцького) району Волинської області. Депутат Верховної Ради УРСР 6-го скликання.

## Біографія
Народився в бідній селянській родині. Працював у власному господарстві.
Член Комуністичної партії Західної України (КПЗУ) з 1931 року. У 1934 році брав участь в першотравневій демонстрації КПЗУ під Ківерцями.
У 1939—1941 роках — директор заготівельної контори Теремнівської районної спілки споживчих товариств Волинської області.
З березня 1944 року — в Радянській армії, учасник німецько-радянської війни. Служив стрільцем 242-го стрілецького полку 104-ї стрілецької дивізії 3-го Українського фронту.
Після демобілізації у 1945 році повернувся до Волинської області.
Працював завідувачем відділу виконавчого комітету Теремнівської районної ради депутатів трудящих Волинської області; головою виконавчого комітету Романівської сільської ради депутатів трудящих Теремнівського (Ківерцівського) району Волинської області.
Член КПРС.
З вересня 1948 року — голова правління колгоспу імені Горького села Романів Теремнівського (потім — Ківерцівського, тепер — Луцького) району Волинської області.
Потім — персональний пенсіонер республіканського значення.
Помер у січні 1973 року.

## Нагороди
- два ордени Трудового Червоного Прапора (26.02.1958,)
- медаль «За відвагу» (.04.1945)
- медалі